# În teorie (Star Trek: Generația următoare)
„În teorie” (titlu original: „In Theory”) este al 25-lea episod din al patrulea sezon al serialului TV american științifico-fantastic Star Trek: Generația următoare și al 99-lea episod în total. A avut premiera la 3 iunie 1991.
Episodul a fost regizat de Patrick Stewart după un scenariu de Joe Menosky și Ronald D. Moore.

## Prezentare
Data se împlică într-o relație romantică cu o colegă ofițer.

## Actori ocazionali
- Michele Scarabelli – Jenna D'Sora
- Rosalind Chao – Keiko O'Brien
- Colm Meaney – Miles O'Brien
- Pamela Winslow – Ensign McKnight
- Whoopi Goldberg – Guinan